# ГУАМ

Секретаріат ГУАМ у Києві.

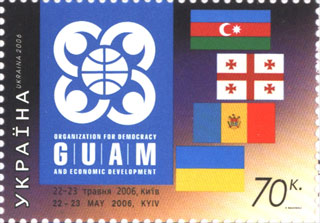
Українська поштова марка випущена до Саміту ГУАМ у 2006 році.

Організація за демократію та економічний розвиток ГУАМ — регіональне об'єднання чотирьох держав: Грузії, України, Азербайджану та Молдови. В основі утворення цієї форми співпраці лежить єдність позицій країн із подібними політичними й економічними зовнішніми орієнтаціями. Організація створена в 1997 році для протистояння впливу Росії в регіоні й отримала підтримку США.
У 1999 році організація була перейменована у ГУУАМ завдяки вступу Республіки Узбекистан до неї. Утім, 5 травня 2005 року Узбекистан вийшов з організації, викликавши повернення початкової назви. Штаб-квартира розташована у Києві на Майдані Незалежності.

## Історія утворення
Заснування політико-консультативного форуму ГУАМ у складі 4 країн (України, Азербайджанської Республіки, Грузії й Республіки Молдова) відбулося 10 жовтня 1997 року в Страсбурзі під час Саміту Ради Європи, під час якого було схвалено Спільне Комюніке глав України, Грузії, Азербайджану й Молдови. У цьому документі було зафіксовано рівень політичного зближення й практичного співробітництва між країнами цієї групи, спільність позицій з ключових міжнародних проблем й процесів у пострадянському просторі.
24 квітня 1999 року під час Вашингтонського саміту президентів країн-членів до ГУАМ приєднався Узбекистан. Розширене таким чином об'єднання держав отримало назву ГУУАМ. Мета, принципи та напрямки співробітництва, а також організаційна структура ГУУАМ були закріплені у Ялтинській Хартії ГУУАМ, ухваленій 7 червня 2001 року та Кишинівській декларації глав держав ГУУАМ «В ім'я демократії, стабільності та розвитку» від 22 квітня 2005 року.
5 травня 2005 року президент Республіки Узбекистан оголосив про вихід із ГУУАМ, у зв'язку з чим 23 травня 2006 року главами держав України, Азербайджану, Грузії й Молдови ухвалена Київська декларація про створення «Організації за демократію та економічний розвиток — ГУАМ» з секретаріатом у м. Києві.
У червні 2007 р. Країни ГУАМ домовились сформувати спільні миротворчі сили з 500 осіб для боротьби з сепаратизмом.
Враховуючи існування Співдружності Незалежних Держав (СНД), яке очолює Росія, ГУАМ іноді розглядається в Росії як спосіб протидії російському впливу в цьому районі та як частина стратегії, підтриманої Сполученими Штатами. Однак лідери ГУАМ неодноразово та офіційно відхиляють такі заяви та заявляють про свою готовність розвивати тісні дружні стосунки з Росією. Мало того, Азербайджану, головній енергетичній державі групи, вдалося уникнути будь-яких конфліктів із Росією за останні роки.
У 2014 році група перейшла на використання англійської мови замість російської як робочої мови на своїх засіданнях.

## Члени

### Члени
- Грузія (1997) («Г»)
- Україна (1997) («У»)
- Азербайджан (1997) («А»)
- Молдова (1997) («М»)

### Колишні члени
- Узбекистан (1999—2005)

## Історія

### 1990-ті роки
Початок співпраці Грузії, України, Азербайджану і Молдови в рамках ГУАМ було покладено на зустрічі президентів відповідних країн 10 жовтня 1997 року в Страсбурзі в ході саміту Ради Європи. Тоді ж було прийнято офіційне комюніке про визнання союзу ГУАМ зі статусом «консультативний форум». У квітні 1999 року до форуму приєднався Узбекистан. Про цю подію було оголошено в ході ювілейного саміту NATO — OTAN в Вашингтоні, у ході якого глави держав уже ГУУАМ підписали Вашингтонську декларацію, яка декларувала мету інтеграції в європейські та євроатлантичні структури.

### 2000-ті роки
У вересні 2000 року в ході саміту тисячоліття в ООН був також прийнятий меморандум, який регулює мети створення і діяльність ГУАМ. 6—7 липня 2001 року в місті Ялта пройшов саміт ГУУАМ, на якому глави держав-учасників підписали Хартію. У результаті консультативний форум отримав статус міжнародної регіональної організації. У Хартії були перераховані не тільки цілі ГУУАМ, а й також обговорені організаційні структури.
Однак, як показав час, організація не виявилася стійкою: вже в 2002 році Узбекистан заявив про намір вийти з ГУАМ, після чого став ігнорувати її заходи. Офіційно президент Іслам Карімов заявив про вихід його країни з організації лише в травні 2005 року. Формальним приводом для виходу Узбекистану послужило «істотна зміна спочатку оголошених цілей і завдань організації». Як було сказано в листі узбецького президента Карімова, Узбекистан не влаштовують «акценти організації на вирішенні заморожених конфліктів, формуванні спільних збройних блоків і перегляді існуючих систем безпеки». Узбецька влада пояснила, що не здатні активно брати участь у цих процесах в «силу географічного положення»
ГУАМ практично не діяв протягом декількох років. Наприклад, у нараді організації в Ялті (2004) брали участь лише два лідери з п'яти. Процес його активізації почався після Помаранчевої революції в Україні, у лютому — березні 2005 року, на рівні двосторонніх зустрічей між лідерами України, Грузії і Молдови. На початку березня, напередодні парламентських виборів у Молдові, Міхеіл Саакашвілі побував у Кишиневі, а до цього молдовський президент Володимир Воронін приїхав до Києва, де підписав спільну заяву про українсько-молдовське співробітництво.
22 квітня 2005 року у Кишиневі відбувся саміт ГУАМ. Держави-члени ГУАМ, як висловився президент України Віктор Ющенко, «більше не сприймають себе осколками СРСР» і мають намір стати локомотивом «третьої хвилі демократичних революцій» на просторі колишнього Союзу. Президент Узбекистану Іслам Карімов відмовився від участі в саміті. У якості спостерігачів на саміті були присутні президенти Румунії Траян Бесеску і Литви Валдас Адамкус, голова ОБСЄ Ян Кубіш і представник США, спеціальний парламентер по Нагірному Карабаху і конфліктів у Євразії Стівен Манн.

На саміті були підписані два документи: декларації «В ім'я демократії, стабільності і розвитку» і спільну заяву «Створюючи демократію від Балтики до Чорного моря». Напередодні Президентських виборів у Білорусі учасники саміту заявили про намір «розвивати демократію» в цій країні. Президент Грузії Міхеіл Саакашвілі поскаржився, що в Білорусії «немає демократії і свободи», і підкреслив, що білоруський народ «має право на вільний вибір» і європейський розвиток. З жорсткою заявою виступив президент Литви Валдас Адамкус:
Президент Лукашенко все швидше і швидше рухається до автократії, самоізольованості як держави, так і білоруського народу.
Росія, яка не була запрошена на саміт, різко відреагувала на заяву Саакашвілі. «Нехай Саакашвілі не вважає себе месією», — заявив посол Росії в Молдові Микола Рябов, порадивши Саакашвілі «залишити в спокої Білорусь» і зайнятися врегулюванням численних проблем у своїй країні.
У грудні 2005 країни ГУАМ виступили єдиним фронтом на засіданні Ради міністрів закордонних справ ОБСЄ в Любляні (Словенія). Напередодні форуму ОБСЄ головування в ГУАМ перейшло до Молдови, і саме вона, більше за інших зацікавлена в тому, щоб Росія виконала «Стамбульські угоди» (про виведення військ з Абхазії, Південної Осетії і Придністров'я), виступила на засіданні ОБСЄ від імені ГУАМ. Глава МЗС України Борис Тарасюк заявив, що країни ГУАМ і надалі будуть діяти спільно, оскільки глави Грузії, України, Азербайджану і Молдови вже в грудні 2005 оформлять ГУАМ як повноцінну міжнародну регіональну організацію. Секретаріат ГУАМ буде розміщений у Києві.
29 грудня 2005 президент Узбекистану Іслам Карімов денонсував наступні документи, підписані в рамках ГУУАМ: «Ялтинську хартію», «Меморандум зі сприяння торгівлі та транспортуванню», «Угода про взаємну допомогу і співробітництво в митних справах між урядами держав-учасниць ГУУАМ».
22—23 травня 2006 року в Києві відбувся перший Саміт ГУАМ. У якості гостей на саміт в Україну запрошено президентів Болгарії, Литви, Польщі та віцепрезидент Румунії. 23 травня 2006 року було прийнято рішення про реформування організації. Країни-учасниці підписали протокол про створення зони вільної торгівлі. Крім того, були підписані декларація про створення нової міжнародної організації — «Організації за демократію і економічний розвиток — ГУАМ» ОДЕР-ГУАМ та її статут. Були також озвучені плани створення паливно-енергетичної ради, покликаної скоординувати зусилля щодо забезпечення енергетичної безпеки країн-учасниць.
24 травня 2006 року Румунія заявила про намір вступити в ГУАМ.
14 вересня 2006 після гострої боротьби в ООН було прийнято рішення обговорити на 61-й сесії Генеральної асамблеї питання про «заморожені конфлікти» в колишньому СРСР. З цією ініціативою виступили держави ГУАМ, що домоглися включення питання до порядку денного сесії за підтримки США, Великої Британії та низки інших країн, попри активний опір Росії. Це рішення розглядалося як визнання світовою спільнотою неефективності діяльності російських миротворців у зонах конфліктів у Придністров'ї, Абхазії і Південної Осетії і дипломатична поразка Москви. Дипломати країн ГУАМ у Нью-Йорку називають прийняте рішення свідченням зрослого політичної ваги ГУАМ. Одночасно МЗС Грузії звинуватив Росію в тому, що вона «використовувала всі можливі засоби», щоб протистояти включення питання до порядку денного сесії. Постійний представник Грузії в ООН Іраклій Аласанія заявив, що країни ГУАМ тим самим «прорвали чорну пропаганду, яка існувала в ООН».

22 вересня президент Грузії Міхеіл Саакашвілі під час свого виступу на генеральній асамблеї ООН зробив безпрецедентно жорсткі заяви на адресу Росії, звинувативши її в «анексії» і «бандитської окупації», чого раніше ніхто не робив з трибуни ООН. Глава МЗС України Борис Тарасюк підтримав Саакашвілі, заявивши:
Україна відкидає будь-які спроби провести паралелі між проблемою Косово і неврегульованими конфліктами на території країн ГУАМ.
Ця позиція суперечить думці російського керівництва, яке наполягає на тому, що якщо Косово буде надана незалежність, то аналогічним чином слід вирішити і регіональні конфлікти в СНД.
25 вересня 2006 міністри закордонних справ країн-членів ГУАМ, що зустрілися в Нью-Йорку в рамках 61-ї сесії Генасамблеї ООН, обговорили хід врегулювання заморожених конфліктів в СНД. Росія не була запрошена на зустріч, зате на ній був присутній помічник держсекретаря США Девід Крамер. Учасники зустрічі домовилися створити власні поліцейські сили, які повинні замінити російських миротворців у конфліктних зонах на території Грузії і Молдови. Реалізація цієї домовленості поки відкладена на невизначений термін. Глави МЗС також погодили стратегічний план спільних заходів «по розширенню міжнародної підтримки в питаннях мирного врегулювання затяжних конфліктів на територіях країн ГУАМ», головна мета якого — добитися прийняття резолюції ГА ООН щодо заморожених конфліктів.

На рішення міністрів закордонних справ країн ГУАМ відреагував міністр оборони РФ Сергій Іванов:
Грузія прагне використовувати військовий потенціал ГУАМ з метою заміни російських миротворців в Абхазії і Південній Осетії. Наявність додаткових сил на території Грузії дозволить її керівництву не відмовляти собі в бажанні в будь-який момент пограти мускулами, як це було нещодавно зроблено в Кодорській ущелині, а також дає можливість використовувати їх як додаткові козирі в протистоянні з Сухумі і Цхінвалі.
Однак, на його думку,
Росія, яка виступає за врегулювання існуючих конфліктів тільки політичними методами, знайде адекватні заходи, щоб не допустити розвитку ситуації за таким сценарієм.
На проведеному 25 вересня в Нью-Йорку засіданні Ради міністрів ГУАМ міністри закордонних справ ГУАМ призначили генеральним секретарем цієї організації першого заступника глави МЗС Грузії Валерія Чечелашвілі. Чечелашвілі є національним координатором «Організації за демократію і економічний розвиток — ГУАМ» від Грузії.
18 і 19 червня 2007 року в Баку (Азербайджанська Республіка) був проведений другий саміт Організації за демократію та економічний розвиток під гаслом: «ГУАМ: об'єднуючи континенти». У рамках цього саміту відбулися чергові засідання Ради глав держав, Ради міністрів закордонних справ, зустрічі ГУАМ — США, ГУАМ — Японія, ГУАМ — Польща, засідання Ради національних координаторів, спільні засідання керівників галузевих міністерств і відомств.
Рада глав держав провів своє засідання в розширеному форматі. У ньому взяли участь президенти Азербайджанської Республіки (Ільхам Алієв), Грузії (Михеіл Саакашвілі), України (Віктор Ющенко) і прем'єр-міністр Республіки Молдова (Василь Тарлєв), а також, у якості гостей — глави держав, міністри та політичні діячі з Литви, Польщі, Румунії, Болгарії, Естонії, Латвії, США, Японії, ОБСЄ, ОЧЕС, ЮНЕСКО, глави дипломатичних представництв, акредитованих в Азербайджані.
Рада підписала Бакинську декларацію «ГУАМ: Об'єднуючи континенти». Особлива увага в ній було приділено питанням енергетичної безпеки, використання транзитного потенціалу країн-членів, а також питань щодо боротьби з міжнародним тероризмом, агресивним сепаратизмом і екстремізмом, транснаціональною організованою злочинністю.
Крім тогоб були визначені перспективи розвитку співпраці в гуманітарній сфері, у тому числі в галузі культури, освіти, охорони здоров'я, молодіжних обмінів, туризму і спорту до 2010 року, у зв'язку з чим був підписаний Протокол про співробітництво в галузі культури на 2007—2010 роки. Рада прийняла Стратегію розвитку галузевого співробітництва ГУАМ, яка закликала надати стимул ефективній взаємодії держав-членів за відповідними напрямами.
В ознаменування 10-річного ювілею ГУАМ 19 червня 2007 року в Баку пройшла науково-практична конференція на тему «ГУАМ у регіоні і в світі».
Головування в організації від України перейшло до Азербайджанської Республіки. Чергове засідання було вирішено провести в Тбілісі (Грузія) в червні 2008 року.

Під час саміту було обговорено питання про створення спільного миротворчого батальйону ГУАМ. Однак, за словами президента Молдови Володимира Вороніна, це рішення пізніше було заблоковано:
Я сказав їм: кінчайте з цими іграми. Слава Богу, рішення в ГУАМ консенсусом приймаються, і коли ми відмовилися підписати документ, ця ідея в результаті лопнула.
У 2009 році президент Молдови Володимир Воронін на питання про перспективи організації заявив, що «ГУАМ як регіональна організація нежиттєздатний і безперспективний». Воронін зазначив, що ця організація «не має предмета для рішень», а всі спроби її реанімувати провалилися.

### 2010-ті роки
На початку 2010 року тодішній кандидат у президенти України Віктор Янукович заявив, що діяльність ГУАМ зараз неактуальна. Янукович зазначив, що за останні п'ять років чув лише розмови навколо ГУАМ, але не бачив конкретних дій.

У 2011 році посол Молдови в Росії, кажучи про ГУАМ, заявив, що Молдова розчарована
...різницею між тим рівнем, що говорили раніше, коли ми вступали в цю організацію, які економічні можливості були, і тим, що сьогодні реально Молдова не відчуває економічної допомоги від цієї організації.
Однак з 2015 року інтерес до ГУАМ певною мірою почав відновлюватися. 3 грудня 2015 року в рамках зустрічі ГУАМ — Японія підписала програму співпраці.
27 березня 2017 року Києві був проведений саміт країн-учасниць Організації, головною темою якого називалася повномасштабна організація договору про вільну торгівлю та транспортний коридор у рамках ГУАМ.
Також серед цілей саміту називалася необхідність реалізації програми співпраці з Японією і підготовка програм співробітництва з країнами Вишеградської четвірки та США.
На зустрічі був підписаний ряд документів щодо впровадження зони вільної торгівлі між країнами і, зокрема, протокол про взаємне визнання результатів митних процедур щодо товарів і транспортних засобів, які перетинають державні кордони країн-членів ГУАМ.
Окремим протоколом були затверджені кроки по створенню і функціонуванню Робочого Органу для координації дій між країнами ГУАМ у рамках створення зоні вільної торгівлі.
Запуск повноцінної зони вільної торгівлі між країнами ГУАМ передбачався в 2017 році.
За підсумками саміту було здійснено спільну заяву глав урядів країн-учасниць ГУАМ, у якому, серед іншого, було підкреслено намір до подальшої співпраці в рамках Організації та прагнення до якнайшвидшого врегулювання діючих конфліктів на територіях держав-членів ГУАМ на підставі суверенітету, територіальної цілісності і непорушності міжнародно визнаних кордонів держав.

### 2020-ті роки
13 січня 2021 року МЗС України висловило сподівання, що в 2021 році завершаться переговори, що дозволяють підписати зону вільної торгівлі між країнами ГУАМ.
Платформа ГУАМ могла б стати майданчиком для просування проблеми територіальних конфліктів у міжнародний порядок денний, повідомляє прес-служби апарату Верховної Ради за підсумками 13-ї сесії Парламентської Асамблеї ГУАМ у режимі відеоконференції.

## Співпраця
Спільні економічні зацікавлення держав ГУАМ найбільше зосереджені навколо питань транспортування прикаспійських енергоносіїв та прокладання нових транзитних маршрутів через Кавказький регіон.
Ефективним напрямком економічної співпраці є розвиток інвестиційної діяльності між державами ГУАМ, створення спільних підприємств із переробки сільськогосподарської продукції, у галузі машинобудування, енергетики і транспорту.
Іншим важливим напрямком співпраці в межах ГУАМ є проблеми безпеки й стабільності в регіоні. Співпраця делегацій країн ГУАМ у рамках міжнародних організацій, у першу чергу ООН та ОБСЄ, втілюється на постійній основі, що включає постійні консультації з метою обговорення тих чи інших питань, які виникають під час роботи та торкаються інтересів країн ГУАМ, та вироблення спільних позицій. Започатковано механізм головування національних делегацій країн ГУАМ у рамках міжнародних організацій.
Зміцнення і поглиблення цієї форми співпраці країн ГУАМ допомагає ефективнішому узгодженню окремих позицій та зусиль країн об'єднання, втілення їхніх державних інтересів у діяльності міжнародних організацій.
Учасники об'єднання зацікавлені у всебічному розвитку співпраці з третіми країнами та міжнародними організаціями, які виявляють зацікавленість до діяльності ГУАМ та можуть сприяти досягненню цілей та принципів, викладених у Ялтинській Хартії ГУАМ. З цією метою в рамках об'єднання за ініціативою України створюється інститут спостерігачів. До порядку денного 58-ї сесії Генеральної Асамблеї ООН включено питання про надання ГУАМ статусу спостерігача в ГА ООН.

## Проблеми
21 квітня 2005 р. країни ГУАМ сформували спільний фронт із кількох питань у Раді міністрів закордонних справ СНД, яка проводилася на той час у Москві. Україна, Грузія та Молдова подали скарги на обмеження, введені Росією щодо деяких їх національних продуктів. Одночасно чотири країни ГУАМ внесли пропозицію обговорити «заморожені конфлікти» Придністров'я, Абхазії, Південної Осетії (у яких сепаратистські сили підтримуються Росією) та Нагірного Карабаху (іноді ці регіони називаються скорочення TAKO). Нарешті інші три країни ГУАМ підтримали пропозицію України засудити Голодомор, голод в 1930-х роках, як геноцид.
Іншим питанням, пов'язаним із ГУАМ, є конкуренція між двома запропонованими транспортними коридорами для кращого зв'язку Європи з Азією. Росія, Азербайджан та Іран вже пройшли раунди переговорів щодо свого плану — транспортного коридору Північ-Південь (INSTC); сусідні країни (раніше, але вже не за винятком Вірменії) також висловили ентузіазм. Цей коридор рухався вздовж кордону між Росією та країнами Балтії Європейського Союзу, а потім продовжував рух на південь через Україну.

## Структура
- Рада глав держав (Саміт)
  - Рада міністрів закордонних справ
  - Рада національних координаторів
  - Рада постійних представників
- Парламентська Асамблея
- Ділова рада
- Секретаріат
- Робочі групи та підгрупи у сферах:
  - транспорту;
  - торгівлі та економіки;
  - енергетики;
  - інформаційних технологій;
  - культури і туризму;
  - науки та освіти;
  - боротьби зі злочинністю;

Інші механізми галузевого співробітництва:
- Спільні засідання галузевих робочих груп з питань економічного співробітництва;
- Спільні засідання галузевих робочих груп з питань співробітництва у правоохоронній та безпековій сферах;
- Спільні засідання галузевих робочих груп з питань гуманітарного співробітництва;
- Робочі зустрічі керівників прикордонних відомств;
- Зустрічі керівників митних відомств;
- Багатосторонні переговори представників консульських служб;
- Віртуальний Центр (ВЦ) ГУАМ щодо боротьби з тероризмом, організованою злочинністю, поширенням наркотиків та іншими небезпечними видами злочинів і Міждержавна Інформаційно-Аналітична Система (МІАС) ГУАМ;
- Зустрічі представників національних міжвідомчих груп цільового призначення;
- Проєкт ГУАМ зі сприяння торгівлі та транспортуванню, що складається з Керівного комітету ПСТТ ГУАМ, Робочої групи з питань уповноважених економічних операторів і Робочої групи з блокчейну.

Міжнародна співпраця на рівні:
- ГУАМ — США
- ГУАМ — Японія
- ГУАМ — Польща
- ГУАМ — Чехія
- ГУАМ — Канада
- ГУАМ – Балтійська Асамблея
- ГУАМ – Вишеградська група
- ГУАМ – ЄС
- ГУАМ – ОБСЄ
- ГУАМ – ООН
- ГУАМ – Рада Європи

## Міжнародно-правові документи (2001—2007)
- Ялтинська Хартія ГУУАМ (7.06.2001 р.).
- Конвенція держав-учасниць ГУУАМ про взаємне надання допомоги з консульських питань (7.06.2001 р.).
- Положення про Раду міністрів закордонних справ країн ГУАМ.
- Угода про створення зони вільної торгівлі між країнами-учасницями ГУАМ.
- Тимчасове положення про Інформаційний офіс ГУАМ у Києві.
- Рішення Глав держав-учасниць ГУАМ про статус спостерігачів у діяльності ГУАМ.
- Угода про співробітництво між Урядами держав-учасниць ГУАМ у сфері боротьби з тероризмом, організованою злочинністю і іншими небезпечними видами злочинів.
- Бакинська декларація «ГУАМ: Об'єднуючи континенти»[17][18].
- Стратегія розвитку галузевого співробітництва ГУАМ.
- Угода про мультимодальні транспортні перевезення.
- Меморандум про співробітництво та взаємодопомогу з питань ядерної та радіаційної безпеки між Урядами держав-членів Організації за демократію та економічний розвиток — ГУАМ.

## Секретарі
- 2007—2016: Валерій Чечелашвілі
- 2016 — по т. ч.: Алтай Ефендієв